# Verzerrungszustand

Verformung mit Dehnung und Schubverzerrung

Der Verzerrungszustand in einem Punkt eines Körpers gibt ein lokales Maß für die dortige Verformung an, die sich aus Schubverzerrungen und Dehnungen zusammensetzt. Erstere äußern sich bei einer Verformung durch Winkeländerungen zwischen materiellen Linien und letztere durch Längenänderung dieser Linien, die man sich in den Körper eingeritzt vorstellen kann, siehe Bild.
Bei kleinen Deformationen bestimmen sich die relativen Positionsänderungen zwischen benachbarten Partikeln des Körpers aus dem Verzerrungszustand und überlagerten Drehungen.:29
Der Verzerrungszustand interessiert vor allem in Festkörpern und ist im Allgemeinen eine Funktion der Zeit und des Orts im Körper. Er bildet sich aus abhängig von dessen Form, Belastung (Druck, Scherung, Zug, Biegung, Torsion), Materialeigenschaften und geometrischen Bindungen.

## Definition
Der Verzerrungszustand wird eindeutig durch einen Verzerrungstensor festgelegt,:49 der in räumlichen Verzerrungen wiederum durch Angabe von sechs Größen bestimmt wird:
- drei Normaldehnungen und drei Schubverzerrungen bezüglich der Standardbasis,[2]:48
- drei (Haupt-)Normaldehnungen bezüglich einer Orthonormalbasis, siehe Spektralzerlegung,
- in konkreten Analysen aus Ableitungen der Bewegungsfunktion der Partikel des Körpers, siehe Verzerrungstensor.

## Aus dem Verzerrungstensor abgeleitete Eigenschaften

### Kompatibilität
Die Tensoren in der Kontinuumsmechanik sind genauer Tensorfelder und so bildet der Verzerrungszustand ebenfalls ein Feld, das den Verzerrungszustand eines Körpers darstellt. Im Zusammenhang mit den Spannungsfunktionen stellt sich die Frage, ob aus dem Verzerrungszustand die Bewegungsfunktion des Körpers konstruiert werden kann. Das ist genau dann der Fall, wenn der Verzerrungszustand die Kompatibilitätsbedingungen erfüllt.
Wie eingangs erwähnt bestimmen sich bei kleinen Deformationen die relativen Positionsänderungen zwischen benachbarten Partikeln des Körpers aus dem Verzerrungszustand und überlagerten Drehungen::29
{\displaystyle {\begin{aligned}{\mathsf {{\vec {u}}({\vec {x}}+d{\vec {x}})}}=&{\mathsf {{\vec {u}}({\vec {x}})+{\boldsymbol {\varepsilon }}\cdot d{\vec {x}}+{\vec {r}}\times d{\vec {x}}}}\\\leftrightarrow \quad {\mathsf {u_{i}}}=&{\mathsf {u_{i,0}+\sum _{j}(\varepsilon _{ij}dx_{j}+R_{ij}dx_{j})\;,\quad i=1,2,3}}\end{aligned}}}
mit
| {\displaystyle {\mathsf {\vec {u}}}}:    | Verschiebungsvektor mit Komponenten ui |
| {\displaystyle {\mathsf {\vec {x}}}}:    | Ort im Körper |
| {\displaystyle {\mathsf {d{\vec {x}}}}}: | infinitesimal kleiner Richtungsvektor mit Komponenten dxj |
| ε:                                       | der zum Verzerrungszustand gehörende linearisierte Verzerrungstensor mit Komponenten εij, der gleich dem symmetrischen Anteil des Verschiebungsgradienten ist                     |
| {\displaystyle {\mathsf {\vec {r}}}}:    | Drehvektor, der vergleichbar zur Winkelgeschwindigkeit eine Verdrehung beiträgt. Das ist der duale axiale Vektor des linearisierten Rotationstensors                              |
| Rij:                                     | linearisierter Rotationstensor, der der schiefsymmetrische Anteil des Verschiebungsgradienten und die Kreuzproduktmatrix zum Drehvektor {\displaystyle {\mathsf {\vec {r}}}} ist. |
| ×:                                       | Kreuzprodukt |
Die linke Gleichung ist die koordinatenunabhängige Vektorformulierung während die rechte Gleichung die Komponentengleichung bezüglich eines kartesischen Koordinatensystems ist.

### Volumendehnung
Aus dem Verzerrungszustand kann auf die Volumendehnung εv geschlossen werden.:50 Sie ergibt sich aus der Summe der Normaldehnungen, die gleich der Spur des zugrunde liegenden Verzerrungstensors ε ist:
{\displaystyle {\mathsf {\varepsilon _{v}:={\frac {v-V}{V}}=\varepsilon _{x}+\varepsilon _{y}+\varepsilon _{z}=Sp({\boldsymbol {\varepsilon }})}}}
wo v das aktuelle Volumen, V das Ausgangsvolumen und εx,y,z die Normaldehnungen in x-, y- bzw. z-Richtungen eines kartesischen Koordinatensystems sind.

## Spezialfälle

### Homogener Verzerrungszustand
Der homogene Verzerrungszustand ist ein ortsunabhängiger Verzerrungszustand. Die Dehnung kann hier mit Dehnungsmessstreifen, Messkameras oder Messarmen bestimmt werden, die makroskopische Messapparaturen sind. Wenn im betrachteten Raumbereich ein homogener Zustand vorliegt, liefert die gemessene Dehnung einen direkt interpretierbaren Wert für die Dehnung der Probe. Entsprechend ist der homogene Verzerrungszustand in der Materialtheorie und der Messtechnik von hervorragender Bedeutung.
In diesem Zusammenhang ist die universale Deformation nützlich, die bei beliebigem homogenem Material durch ausschließlich oberflächlich eingeleitete Kräfte hervorgerufen werden kann. Eine universale Deformation mit homogenem Verzerrungszustand wird bei ein- oder mehraxialem Zug, insbesondere hydrostatischem Druck, bei Scherung oder Torsion geschaffen.
Der homogene Verzerrungszustand ist eine Idealisierung, die in realen Körpern kaum zu finden ist. Denn viele Körper besitzen Störstellen, Lunker, Haarrisse oder Kerben. Auch Materialgrenzen, Krafteinleitungsstellen oder Bereiche mit Eigenspannungen weisen in ihrer Nähe inhomogene Verzerrungszustände auf, die z. B. durch Freibohren ersichtlich werden. Mathematische Methoden helfen diese Dehnungen zu interpretieren und auszuwerten. Nach dem Prinzip von St. Venant klingt mit zunehmender Entfernung zur Störstelle ihr Einfluss ab und stellt sich ein homogener Verzerrungszustand ein.

### Ebener Verzerrungszustand

Prismatischer Körper (blau) in ebenem Verzerrungszustand

Wegen der Komplexität der Materialgleichungen sind analytische Lösungen für drei-dimensionale Probleme schwer zu erhalten. Die meisten Lösungen basieren auf vereinfachenden Annahmen, zu denen der ebene Verzerrungszustand gehört. Ebene Verzerrungszustände kommen in axialer Richtung eines prismatischen Körpers vor, in dessen Querschnittsflächen überall derselbe ebene Verzerrungszustand vorliegt. Der Körper muss nicht schlank sein und kann auch eine vergleichbar in Dickenrichtung verformende Platte sein. In der xy-Ebene kommen hier nur die Verzerrungen εx, εy sowie εxy vor und die Normaldehnung εz senkrecht zur Ebene ist null.:123:232

### Antiebener Verzerrungszustand
Der antiebene Verzerrungszustand einer Platte ist eine vereinfachende Annahme, in der Verformungen ausschließlich in Dickenrichtung auftreten. Relativ zur xy-Ebene sind hier nur die Schubverzerrungen εxz und εyz erlaubt, und die Normaldehnung εz senkrecht zur Ebene ist null.:131